# Spáňov

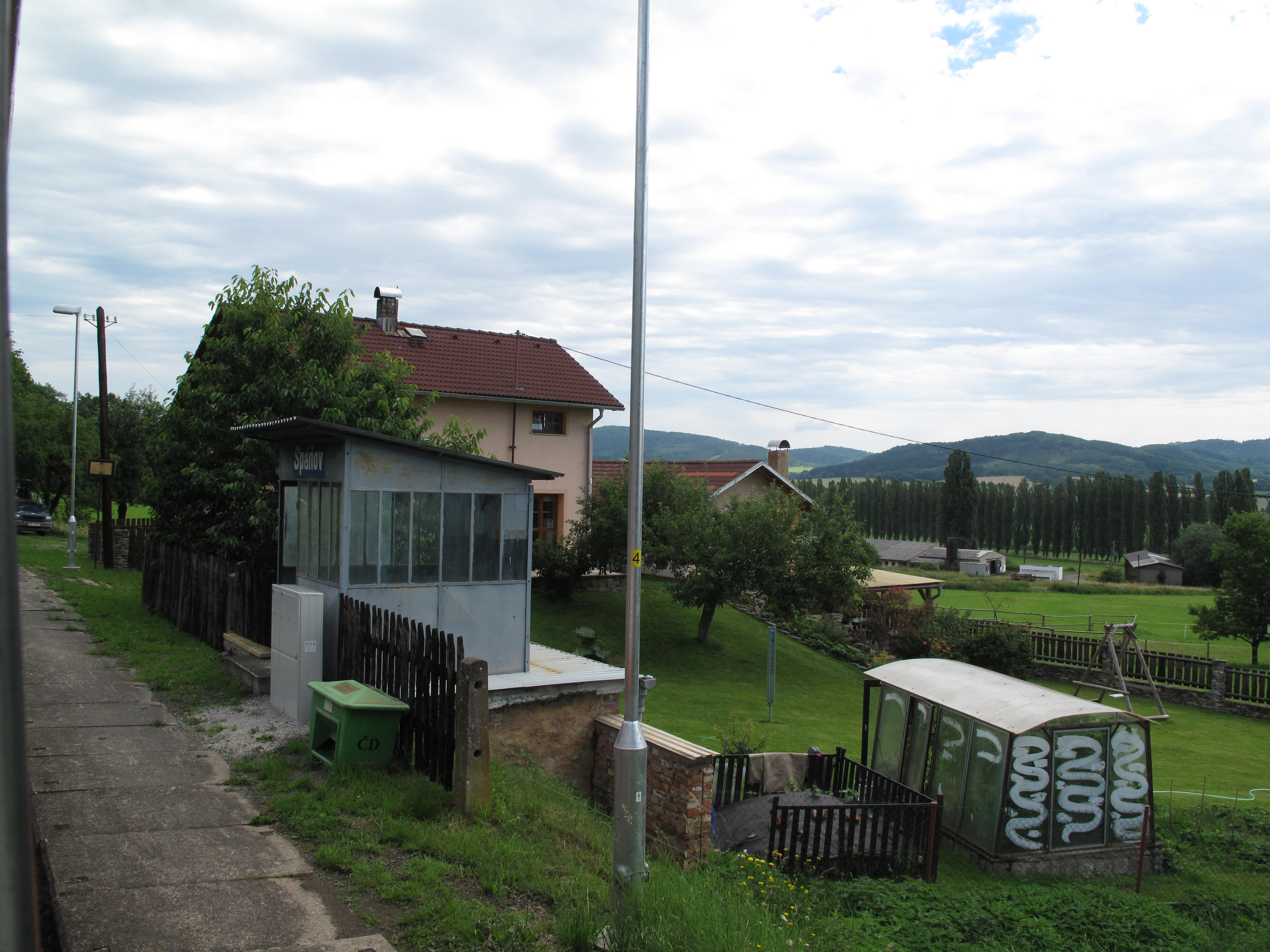
Eisenbahnhaltestelle

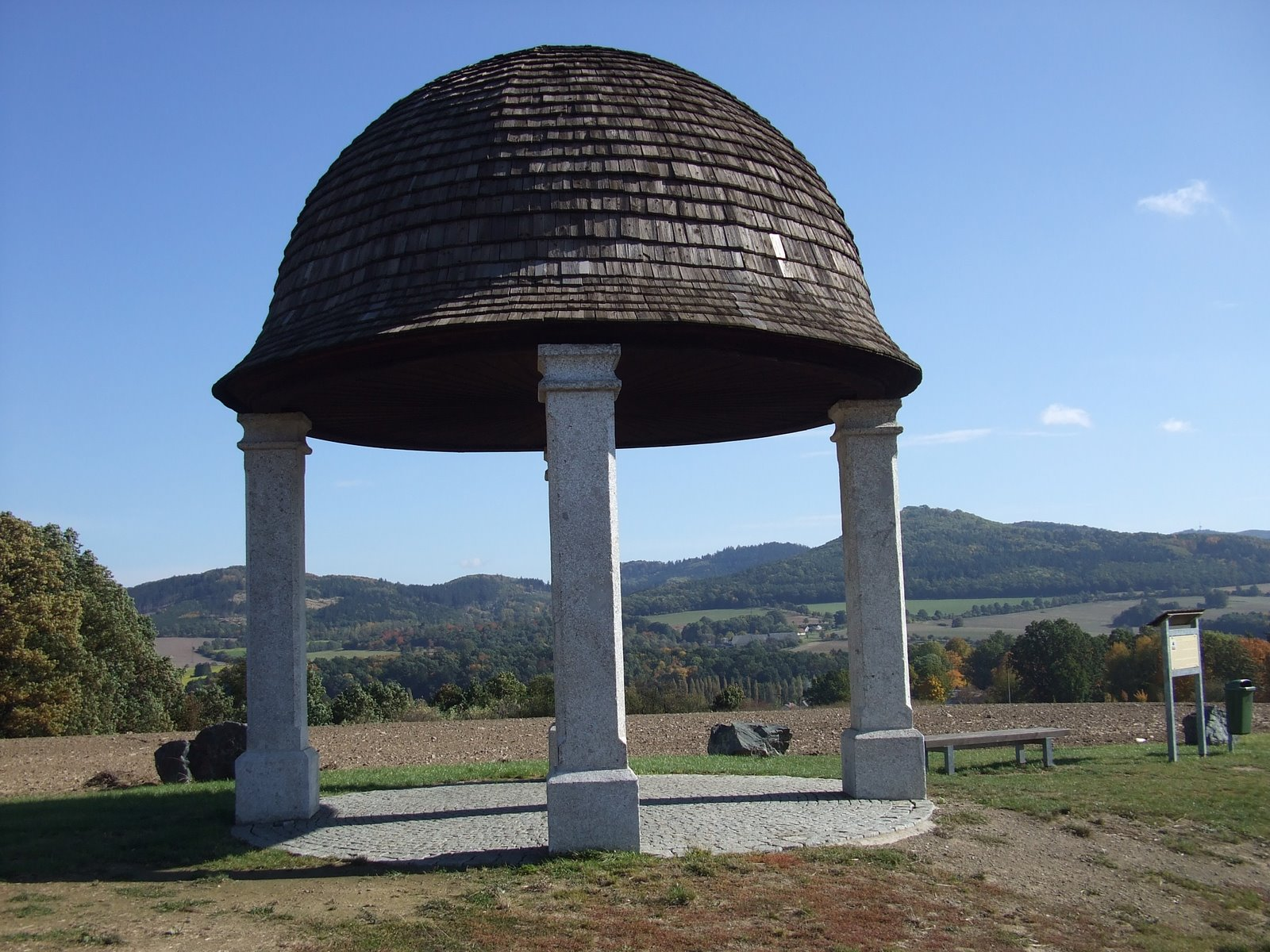
Hut des Kardinals Cesarini

Spáňov (deutsch Spanow, früher auch Spaniow) ist eine Gemeinde in Tschechien. Sie liegt fünf Kilometer südöstlich von Domažlice und gehört zum Okres Domažlice.

## Geographie
Spáňov befindet sich in der Neugedeiner Furche (Kdyňská brázda). Im Osten erheben sich die Bílka (453 m), der Slupný (601 m) und der Rýzmberk (680 m), südöstlich der Klepný (556 m). Östlich liegt der Teich Novodvorský rybník. Durch den Ort führt die Bahnstrecke Janovice nad Úhlavou–Domažlice, am nordöstlichen Ortsrand verläuft die Straße I/22 zwischen Domažlice und Klatovy. 
Nachbarorte sind Sedlice und Zahořany im Norden, Levcův Mlýn, Stanětice und Oprechtice im Nordosten, Nový Dvůr und Starý Dvůr im Osten, Kout na Šumavě und Starec im Südosten, Bělohrad, Štítovky und Nový Klíčov im Süden, Starý Klíčov im Südwesten, Mrákov, Stráž, Nevolice und Smolov im Westen sowie Domažlice und Bořice im Nordwesten.

## Geschichte
Die erste urkundliche Erwähnung des Dorfes erfolgte im Jahre 1372 als Sitz des Vladiken Sudivoj von Spáňov. Zu den nachfolgenden Besitzern gehörten Otík von Tisová sowie die Spaňovský von Lisov. Im 15. Jahrhundert kaufte die Stadt Taus das Dorf. Wegen der Teilnahme am Ständeaufstand gegen die Habsburger wurden die Güter der Stadt 1547 durch König Ferdinand I. konfisziert. Danach gehörte das Gut der Böhmischen Kammer und zum Ende des 16. Jahrhunderts zur Herrschaft Riesenberg, bis es die Stadt wieder erwarb. Gepfarrt war Spáňov zur Pfarrkirche Mariä Verkündung in der Unteren Vorstadt von Taus. In der berní rula von 1654 sind für Spáňov acht Bauern, zwei Chalupner, ein Gärtner und ein Schäfer ausgewiesen. In der Mitte des 18. Jahrhunderts bestand das Dorf aus 16 Anwesen. Der Schulunterricht erfolgte ab 1794 in der von Johann Philipp von Stadion gegründeten Filialpfarrschule in Kauth. Im Jahre 1839 lebten in Spáňov 232 Personen. Bis zur Mitte des 19. Jahrhunderts blieb Spáňov ein Tauser Ratsdorf.
Nach der Aufhebung der Patrimonialherrschaft bildete Spaňov/Spanow ab 1850 mit dem Ortsteil Smolov/Smolov eine Gemeinde im Gerichtsbezirk Taus. Ab 1868 gehörte die Gemeinde zum Bezirk Taus. Im Zuge der Errichtung der Eisenbahn von Taus nach Brünn erhielt der Ort 1888 einen Haltepunkt.
Die Namensform Spáňov ist seit dem Beginn des 20. Jahrhunderts gebräuchlich. Im Jahre 1900 lebten in den 39 Häusern von Spáňov 209 Personen. Die Straße nach Mrákov wurde 1912 gebaut. 1961 wurde Smolov nach Mrákov umgemeindet. Zwischen 1985 und 1990 gehörte Spáňov als Ortsteil zu Kout na Šumavě.

## Sehenswürdigkeiten
- Kapelle auf dem Dorfplatz
- Gloriette Hut des Kardinals Cesarini zum Gedenken an die Schlacht bei Taus, errichtet 1723 durch die Herrschaft Kauth an dem Platz, wo der Kardinal der Legende nach seinen Hut verlor. 1824 wurde sie durch Johann Philipp von Stadion erneuert, südöstlich des Dorfes am Weg zum Schloss Kout.
- Ruine der Burg Rýzmberk, östlich von Spáňov